# Николай (Баальбаки)
Митрополи́т Никола́й (в миру Хасан Николя Баальбаки араб. غسان نقولا بعلبكي‎; род. 1957, Дамаск, Сирия) — епископ Антиохийской православной церкви, митрополит Хама (с 2017).

## Биография
После окончания с отличием средней школы в Дамаске, поступил на медицинский факультет Дамасского университета, который окончил в 1980 году. Продолжил обучение в аспирантуре, которую окончил в 1984 году по специальности врача-специалиста в области общей хирургии.
8 ноября 1985 года патриархом Антиохийским Игнатием IV был рукоположен в сан диакона.
В третье воскресенье Великого поста 1986 года патриархом Антиохийским Игнатием IV был рукоположен в сан пресвитера, а в первое воскресенье Великого поста 1989 года был возведён в достоинство архимандрита.
Вёл активную пастырскую работу в различных приходах города Дамаска и его пригородов, создавая православные молодёжные объединения и женские сестричества для улучшения сециальной и приходской деятельности.
С 1993 по 1998 год обучался на теологическом факультете Баламандского университета.
21 июня 2011 года, на заседании Священного Синода в Баламандском монастыре, был избран для рукоположения в сан епископа.
10 июля 2011 года в соборе святой Марии в Дамаске был рукоположен в сан епископа Блуданского, викария патриарха Антиохийского. Хиротонию совершили: патриарх Антиохийский Игнатий IV, митрополит Тирский и Сидонский Илия (Кфури), митрополит Мексиканский Антоний (Шедрауи), митрополит Чилийский Сергий (Абад), митрополит Бразильский Дамскин (Мансур), митрополит Хауранский и Джабаль-Аль-Арабский Савва (Эсбер), митрополит Хомский Георгий (Абу-Захам), митрополит Алеппский Павел (Язиджи), митрополит Европейский Иоанн (Язиджи), митрополит Аккарский Василий (Мансур), епископ Лука (Хури), епископ Моисей (Хури), епископ Гаттас (Хазим).
30 марта 2017 года назначен временным управляющим епархии Хама, а 7 июня 2017 года решением Священного Синода Антиохийского Патраирахата избран новым митрополитом Хамаским.
25 апреля 2023 года он также назначен временно управляющим Хомской (Эмесской) митрополией, после ухода на покой и лишения сана митрополита Георгия (Абу-Захама).